# Naguilian (Isabela)
Naguilian is een gemeente in de Filipijnse provincie Isabela in het noordoosten van het eiland Luzon. Bij de laatste census in 2007 had de gemeente bijna 28 duizend inwoners.

## Geografie

### Bestuurlijke indeling
Naguilian is onderverdeeld in de volgende 25 barangays:
| - Aguinaldo - Bagong Sikat - Burgos - Cabaruan - Flores - La Union - Magsaysay - Manaring - Mansibang - Minallo - Minanga - Palattao - Quezon | - Quinalabasa - Quirino - Rangayan - Rizal - Roxas - San Manuel - Santa Victoria - Santo Tomas - Sunlife - Surcoc - Tomines - Villa Paz |

## Demografie
Naguilian had bij de census van 2007 een inwoneraantal van 27.977 mensen. Dit zijn 1.692 mensen (6,4%) meer dan bij de vorige census van 2000. De gemiddelde jaarlijkse groei komt daarmee uit op 0,86%, hetgeen lager is dan het landelijk jaarlijks gemiddelde over deze periode (2,04%). Vergeleken met de census van 1995 is het aantal mensen met 3.709 (15,3%) toegenomen.

De bevolkingsdichtheid van Naguilian was ten tijde van de laatste census, met 27.977 inwoners op 169,81 km², 164,8 mensen per km².

## Geboren
- Grace Padaca (25 oktober 1963), radiopresentratrice en politicus